# Vrouwen van Llangollen

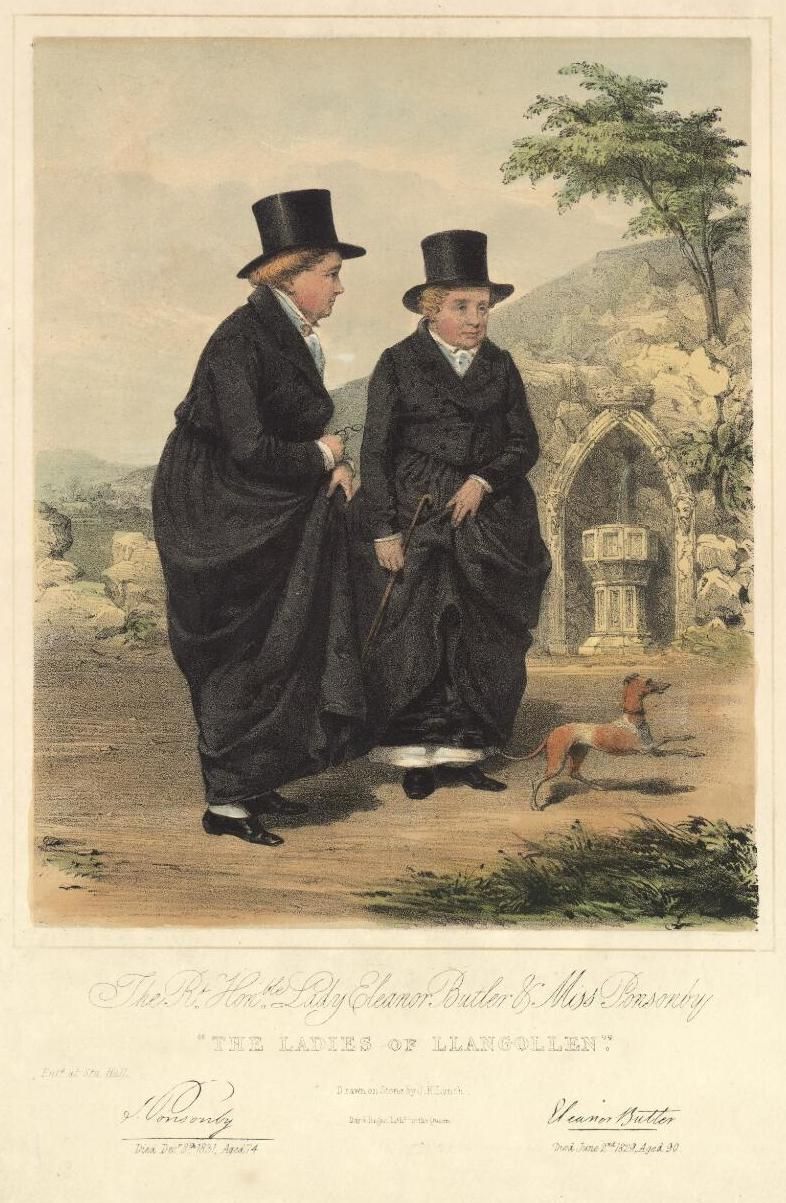
Portret van Eleanor Butler en Sarah Ponsonby

De Vrouwen van Llangollen (Engels: Ladies of Llangollen), Eleanor Butler (1739-1829) en Sarah Ponsonby (1755-1831), waren twee Ierse vrouwen uit de hogere klasse die als echtpaar samenwoonden. Als sociale gastvrouwen ontvingen ze in hun woning in Llangollen diverse beroemdheden.

## Biografie

### Vroege leven
Zowel Sarah Ponsonby als Eleanor Butler waren afkomstige uit rijke, adellijke families uit Ierland. Ze leerden elkaar in 1768 toen Ponsonby Butler kreeg als haar docent. Tien jaar later ondergingen ze tegelijkertijd een crisis. Butler was op veertigjarige leeftijd nog steeds ongetrouwd en haar Ierse katholieke familie had het plan opgevat om haar in een klooster te stoppen. In datzelfde jaar probeerde de Anglo-Ierse familie van Ponsonby haar uit te huwelijken.
De twee vrouwen rebelleerden tegen de keuzes van hun familie en verkleed als man probeerden ze gezamenlijk de Ierse Zee over te steken. Ze werden gevonden waarop ze uit elkaar werden gehaald, maar ze ondernamen een tweede poging om te vluchten. Opnieuw werden ze ontdekt. In een ultieme poging wisten ze met een bediende van Ponsonby Noord-Wales te bereiken. Ze reisden een tijd door het land heen voor ze uiteindelijk neerstreken in Llangollen, waar ze bijna vijftig jaar zouden samenleven.

### Llangollen

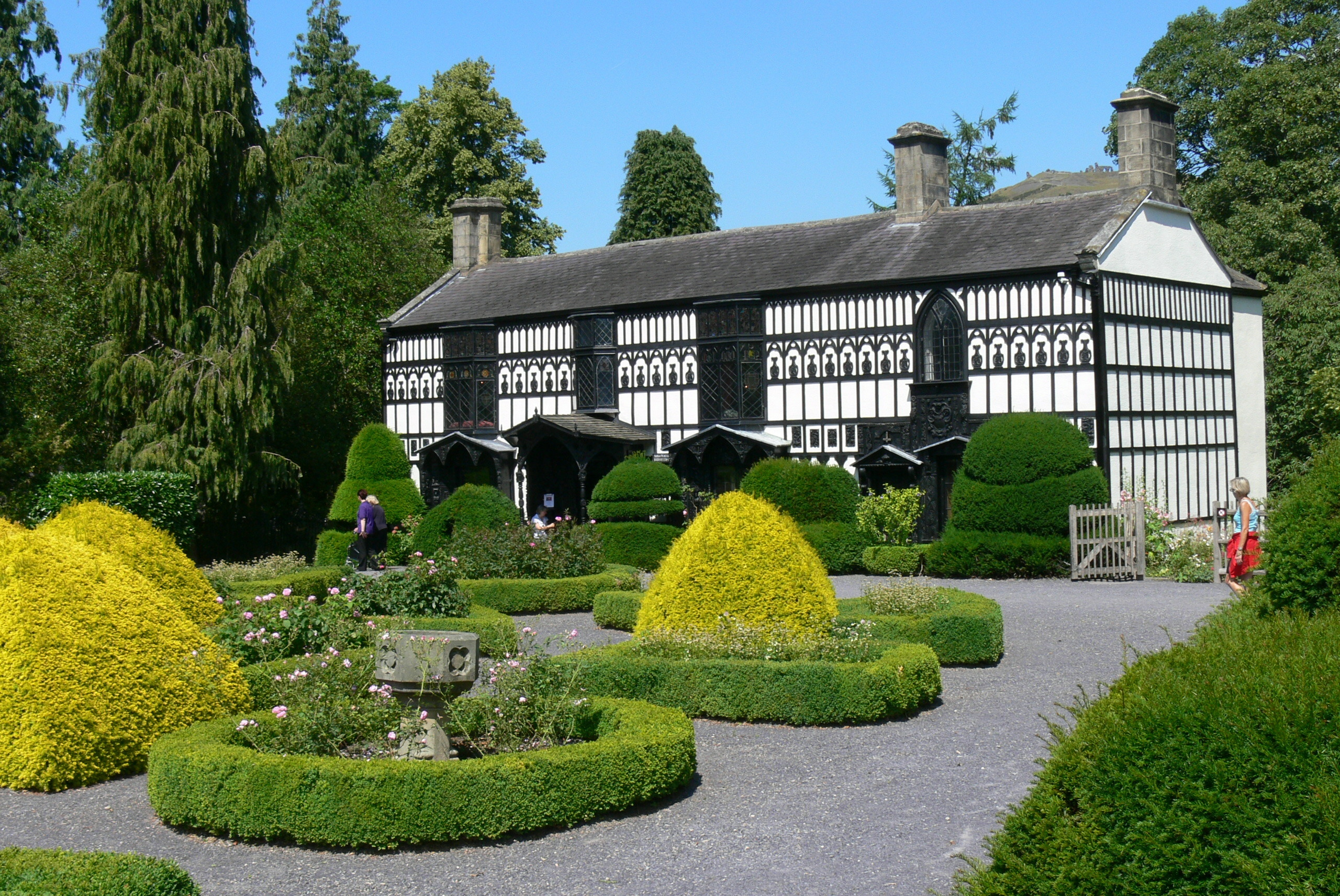
Plas Newydd, de woning van de vrouwen in Llangollen.

Hoewel de vrouwen de levenswijze die de familie hun oplegde hadden afgewezen, verbroken ze niet het contact. In Llangollen kregen ze vaak bezoek van verwanten, maar ook van andere leden van de Anglo-Ierse aristocratie. Er was veel nieuwsgierigheid naar hun leven samen en velen bewonderden de dames omdat ze ervoor kozen om in relatief eenvoudige omstandigheden gelukkig te leven. Ze waren afhankelijk van giften van hun verwanten om hun levensstijl te kunnen onderhouden. Ze bouwden een reputatie op als uitstekende gastvrouwen en gesprekspartners en verwelkomden vele vooraanstaande gasten, onder wie de Hertog van Wellington, Lord Byron en een jonge Charles Darwin. Op aanraden van koningin Charlotte kregen de dames uiteindelijk een koninklijk pensioen van koning George III, wat hen eindelijk financiële zekerheid gaf.
De twee vrouwen stierven relatief kort na elkaar en werden beiden begraven op de begraafplaats van de St. Collen's Church in Langollen.

## Seksualiteit
Veel mensen nemen tegenwoordig aan dat Butler en Ponsonby lesbisch waren. Volgens de wetenschapper Eugene Coyle is dat echter niet zo eenduidig. Genderwetenschapper Nicole Reynolds noemt hun relatie een "romantische vriendschap". De levensstijl van Butler en Ponsonby inspireerde lesbische tijdgenoten, zoals de dichteres Anna Seward en Anne Lister.